# Gunilla Persson
Sonja Gunilla Persson, född 31 december 1958 i Sankt Olai församling i Norrköping i Östergötlands län, är en svensk-amerikansk TV-personlighet, fotomodell, journalist, sångerska och skådespelare. 

## Biografi
Persson växte upp i Ålsäter och Högsjö i Vingåkers kommun i Södermanland, och är dotter till textilingenjören Nils Erik Persson (1920–1998) och Iris Strid (1926–2023).
Persson har varit verksam som reseledare, efter journalistutbildning genomfört kändisintervjuer för Sveriges Radio och varit sångerska i Japan. Efter att ha deltagit i Damernas Världs modelltävling värvades hon 1983 av Eileen Ford till New York, USA, där hon arbetade för Ford Models och Elite Model Management. Hon har också genomgått Stella Adlers skådespelarskola och haft mindre roller i TV-serier som Dallas. I USA har hon även producerat TV-dokumentärer.
Sedan 2010 har hon medverkat i en rad olika svenska TV-program, som Svenska New York-fruar (2010), Svenska Hollywoodfruar (2010–2019), Breaking News med Filip och Fredrik (2011–2018), Schulman Show (2012), Partaj (2013), Realitystjärnorna på godset (2015), Efter Tio (2015), Fångarna på fortet (2015–2017), Aschberg direkt (2016), Anitha (2017) och Biggest Loser VIP (2018).
Mellan 2017 och 2018 var Persson programledare för sin egen pratshow The Gunilla Show tillsammans med den tidigare Paradise Hotel-vinnaren Sanel Dzubur som bisittare.
Persson deltog i den tredje deltävlingen av Melodifestivalen 2024, med bidraget "I Won't Shake (La La Gunilla)". Hon slutade på fjärde plats i deltävlingen och gick således till finalkvalet. Låten blev mycket populär och gick direkt in på en andraplats på Svensktoppen vilket var högst av alla låtar som tävlade i Melodifestivalen det året. Vid Rockbjörnen 2024 utsågs Persson till Årets genombrott.
Gunilla Persson var mellan 1984 och 1990 gift med Stephen Linville och hette då Persson Linville. Hon har en dotter född 2002.

## Bildgalleri

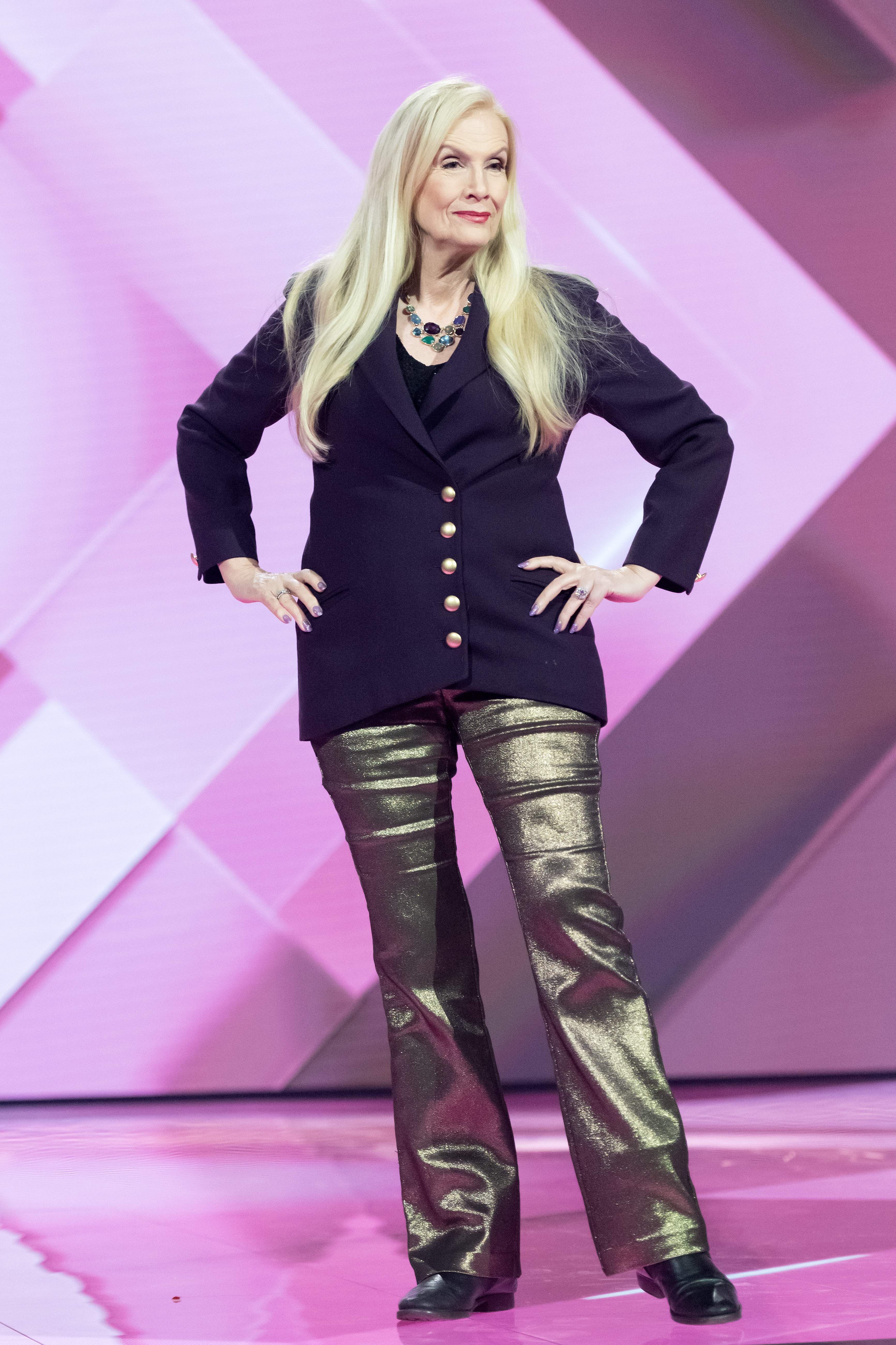
Gunilla Persson på pressträff i Växjö
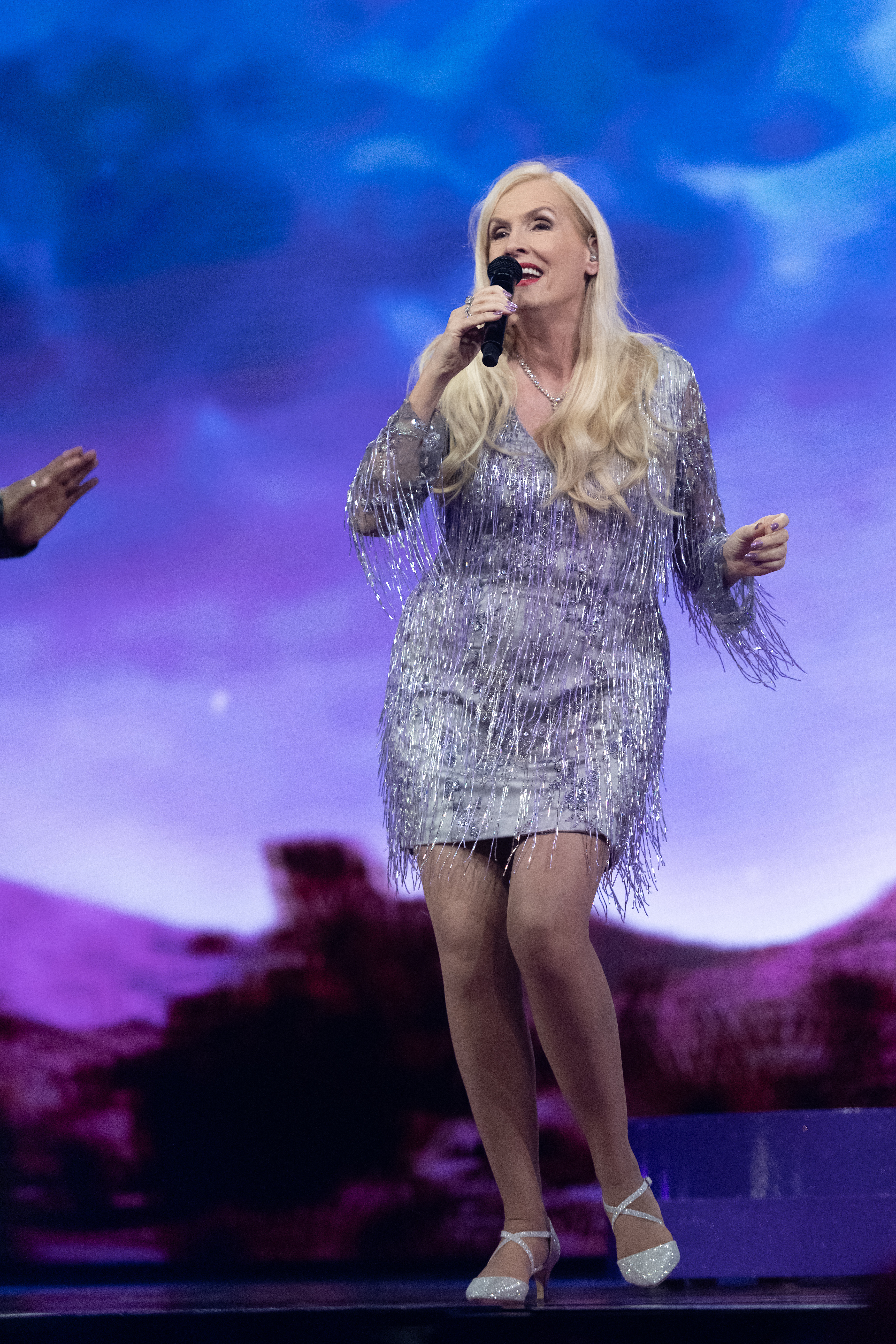
Gunilla Persson på scen.
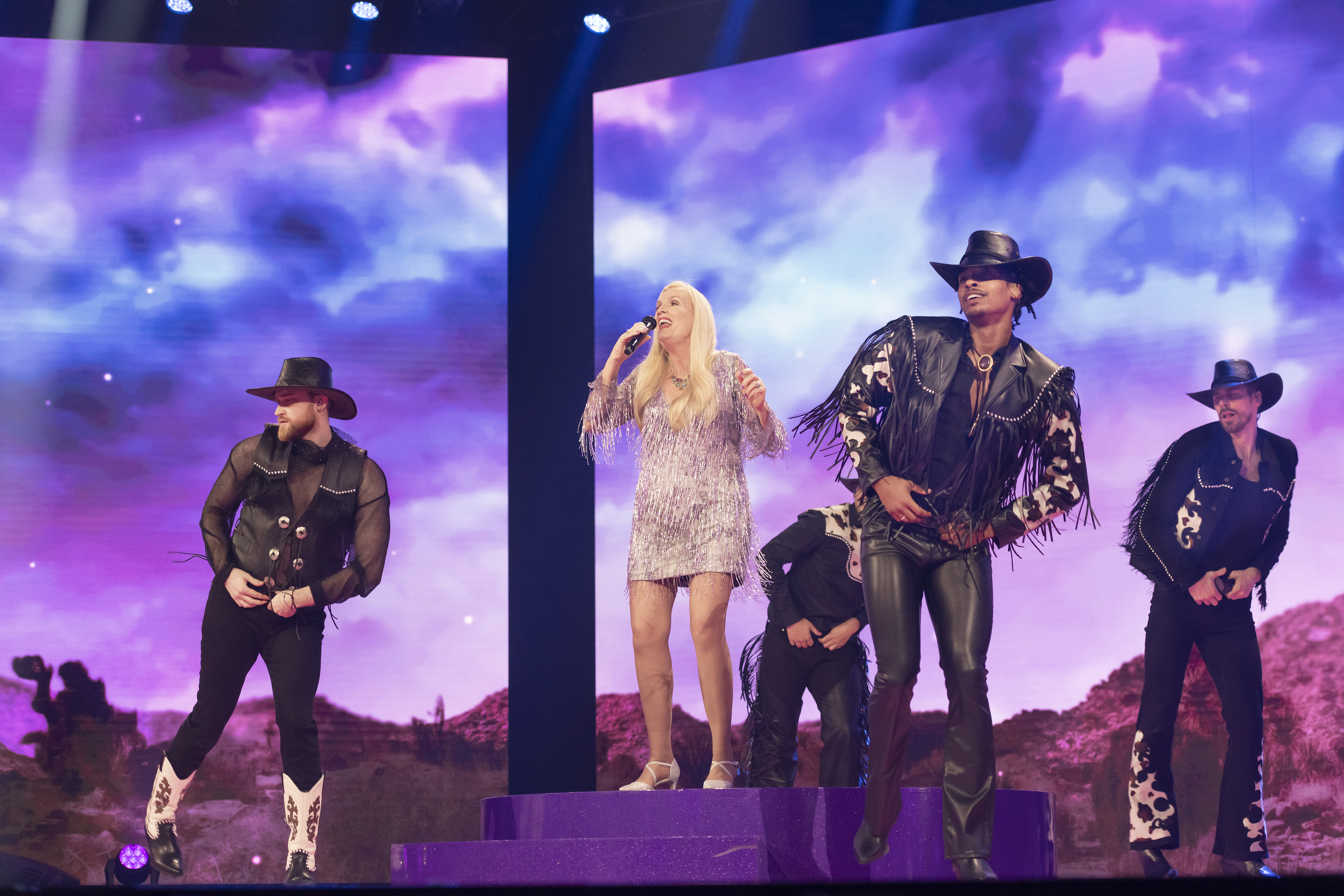
Gunilla Persson på scen.
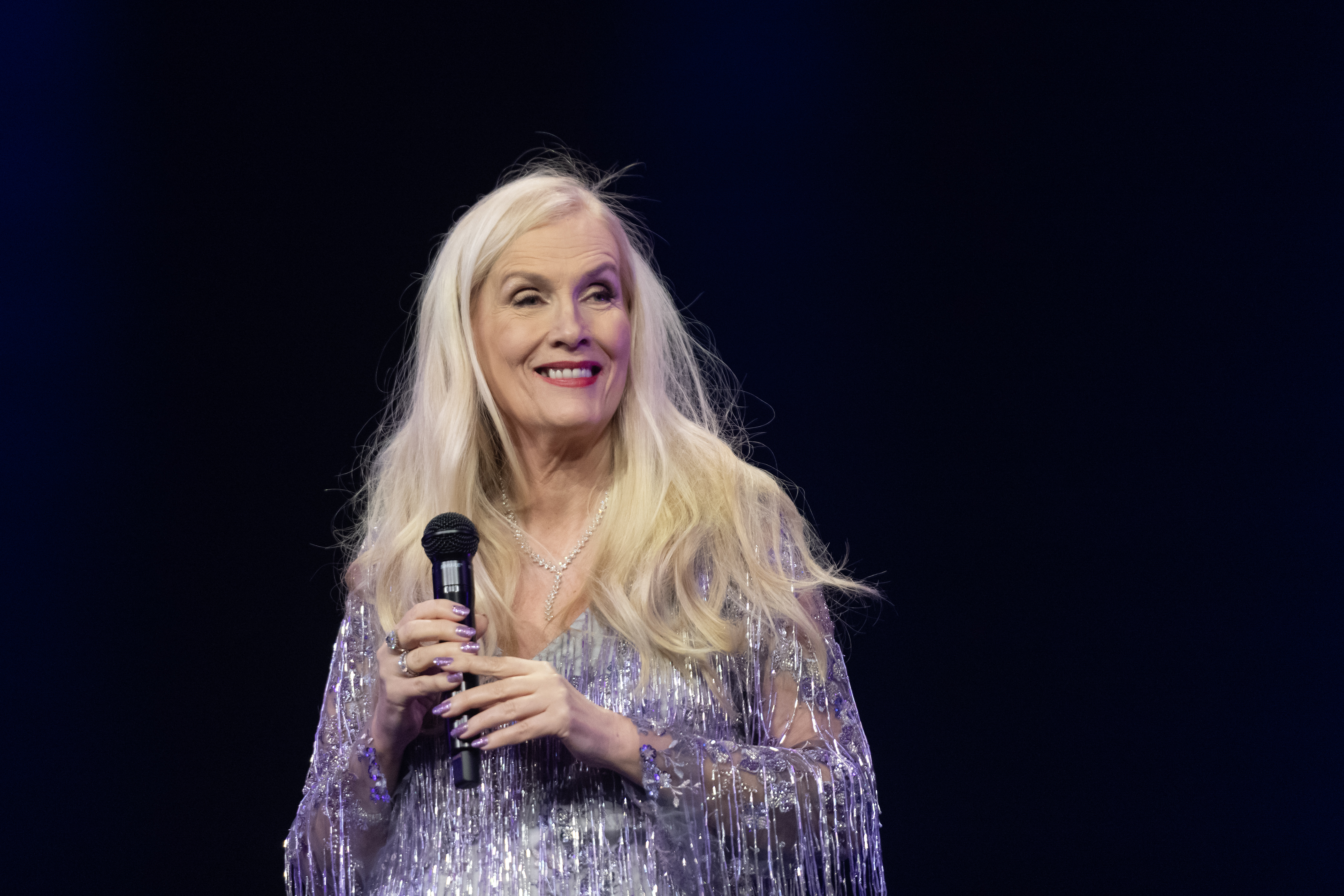
Gunilla Persson på scen.